# ميخائيل إتش واتسون
ميخائيل إتش واتسون (بالإنجليزية: Michael H. Watson)‏ هو قاضي ومحامي أمريكي، ولد في 1956 في آكرون في الولايات المتحدة.